# Microthyriales
Die Microthyriales sind eine Ordnung der Schlauchpilze.

## Merkmale
Die Microthyriales bilden kleine, schwarze, rundliche, flache, schildförmige (thyriothecial) Fruchtkörper. Sie sind daher meist nur als kleine schwarze Punkte erkennbar. Seine Basis ist nur schwach ausgebildet. Zentral ist eine runde kleine Pore, die Ostiole genannt wird, aus der die reifen Sporen entweichen. Die Schläuche sind bitunikat, das heißt mit einer doppelten Zellwand, sie sind schräg von der Basis und äußeren Kante zur zentralen Ostiole hin. Pseudoparaphysen können vorhanden sein. Die Sporen sind durchscheinend oder braun, meist sind sie zweizellig oder mit wenigen quer verlaufenden Septen.
Die Arten der Familie Microthyriaceae sind auch gekennzeichnet, dass ihre braun bis schwarzen Fruchtkörper (Thyrothecien) aus rechteckigen bis quaderförmigen in parallelen Reihen angeordneten Zellen bestehen.

## Lebensweise
Die bekannten Arten der Microthyriales leben epiphytisch oder saprobisch auflebenden oder toten  Blättern und Sprossachsen verschiedener Pflanzen. Ihre Lebensweise ist noch sehr wenig untersucht.

## Systematik und Taxonomie
Die Ordnung wurde 1918 von Gabriel Arnaud erstbeschrieben. Zu ihr gehören neben der Familie der Microthyriaceae auch die Familie der Micropeltidaceae, die ebenso flache schildförmige Fruchtkörper aufweisen. Allerdings zeigten phylogenetische Studien, dass sie nicht zusammengehören. Sie werden nun als eigene Ordnung Micropeltidales innerhalb der Lecanoromyceten gestellt.
Zurzeit (Stand Januar 2022) besteht daher die Ordnung nur aus der Familie Microthyriaceae und einigen Gattungen mit unsicherer Stellung:
- Microthyriaceae
  - Arnaudiella
  - Calothyriopsis
  - Chaetothyriothecium
  - Hamatispora
  - Microthyrium mit rund 180 Arten
  - Neoanungitea
  - Paramicrothyrium
  - Pseudomicrothyrium
  - Pseudopenidiella
  - Seynesiella
  - Tumidispora

- Microthyriales incertae sedis
  - Heliocephala
  - Mitopeltis
  - Neoscolecobasidium
  - Parazalerion
  - Thyriodictyella
  - Tothia

Tothia wird auch zur 2020 beschriebene Familie Cylindrosympodiaceae innerhalb der Venturiales gestellt.